# UnserDing
UnserDing est une station de radio destinée aux jeunes appartenant à la Saarländischer Rundfunk. Fondée en 1999, le programme entretient une relation étroite avec DASDING, la station pour jeunes de la Südwestrundfunk, l’organisme public de diffusion du Bade-Wurtemberg et du Rhin-Palatinat.

## Programmation
La programmation est réalisée par des étudiants et un employé en CDI, sous la responsabilité du chef de programme.
Le programme phare de la station est l’émission matinale. Entre 5h45 et 18h45 la radio livre des informations, l’état de la circulation et la météo. À partir de 19 heures elle diffuse des émissions musicales spéciales :
- clubDING : Drum'n'Bass, TripHop, Downbeat, Brasilian House (Lundi)
- Kostprobe : HipHop (Jeudi)
- Schwarz : R&B, Soul und HipHop (Vendredi)
- NachtClub : Techno, Dance (Samedi) / en alternance avec l’émission Partyfieber de DASDING.

## Diffusion
La station est disponible en modulation de fréquence, et par DAB.

### Enmodulation de fréquence(FM)[1]
- Saint Wendel/Bosenberg : 90.3 FM (160 W)
- Zweibrücken/Bliestal : 98.0 FM (5 kW)
- Saarbrücken/Riegelsberg : 103.7 FM (100 kW)

### En DAB (Digital Audio Broadcasting)
- 9A - DR Saarland - Saarbrücken/Riegelsberg (10 kW)

## Identité visuelle

Ancien logo.
Logo actuel.